# Kilembe
Vous pouvez aider à l'améliorer ou bien discuter des problèmes sur sa page de discussion.
- Il ne cite pas suffisamment ses sources. Vous pouvez indiquer les passages à sourcer avec {{référence nécessaire}} ou {{Référence souhaitée}}, et inclure les références utiles en les liant aux notes de bas de page. (Marqué depuis octobre 2022)
- Son texte doit être wikifié : il ne correspond pas à la mise en forme Wikipédia (style, typographie, liens internes, liens entre les wikis, etc.). (Marqué depuis octobre 2022)
- Il n’est pas rédigé dans un style encyclopédique. (Marqué depuis octobre 2022)

- Archive Wikiwix
- Bing
- Cairn
- DuckDuckGo
- E. Universalis
- Gallica
- Google
- G. Books
- G. News
- G. Scholar
- Persée
- Qwant
- (zh) Baidu
- (ru) Yandex
- (wd) trouver des œuvres sur Wikidata

Kilembe est le chef-lieu du secteur Kilembe dans la province de Kwilu en République démocratique du Congo. (À ne pas confondre avec Kilembe de l'Ouganda). Il se situe dans la nationale numéro 1 dans le territoire de Gungu, entre la ville de Kikwit et Tshikapa. Un emplacement stratégique qui favorise son commerce. Il est le centre commercial qui regroupe les gens venant de quatre coins du pays. Ce qui fait qu'il y ait une variété des cultures et des langues. Bien que le Kipende domine, mais il n'est pas la seule langue parlée à Kilembe. On y parle aussi le Lingala, le Kikongo, le Tshiluba, le Otetela et un peu de Swahili.
La cité de Kilembe est divisée en trois parties: 
- Kilembe Mission, où se situe une mission catholique fondée en 1923,
- Kilembe État, où se situe le parquet et la police, et,
- Kilembe Restaurant ou Kilembe Centre, où se situe le centre commercial. Les habitants ont l'habitude de l'appeler: Camp-Ngoma, un nom que d'autres personnes n'aiment pas. Kilembe compte désormais un député provincial. Le secteur de Kilembe est composé de 16 groupements.

Les habitants de Kilembe vivent de l'agriculture, de l'élevage et du commerce. Cette cité a une population importante.